# Nuclear War Survival Skills
Nuclear War Survival Skills neboli NWSS je příručka civilní obrany od autora Cressona Kearnyho. Obsahuje informace získané z výzkumu provedeného v Národní laboratoři Oak Ridge během studené války, stejně jako z Kearnyho rozsáhlého života v džungli a mezinárodních cest.
Nuclear War Survival Skills si klade za cíl poskytnout široké veřejnosti rady, jak přežít podmínky, s nimiž by se pravděpodobné setkala v případě jaderné katastrofy, a zároveň povzbudit optimismus tváří v tvář takové katastrofě obhajobou možnosti přežití jaderné války.

## Obsah
Hlavní kapitoly předchází předmluva Edwarda Tellera a Eugena Wignera. Poté následuje úvod, který vysvětluje, že ani v případě rozvoje programu Strategické obranné iniciativy nebude „svépomocná civilní obrana“ zastaralá. Dále jsou porovnány přípravy civilní obrany ve Švýcarsku, Sovětském svazu a USA se závěrem že „Švýcarsko má nejlepší systém civilní obrany“; „Vládci Sovětského svazu... pokračují v přípravě Rusů bojovat, přežít a vyhrát všechny druhy války;“ a že „Spojené státy propagovaly... strategii, kterou záměrně nechávají své občany stávat se nechráněnými rukojmími nepřátel“. Proto, „je v knize kladen důraz na přípravu k přežití, která může být zvládnuta v několika posledních dnech zhoršující se krize.“

### Nebezpečí jaderných zbraní: Mýty a fakta
První kapitola se snaží poskytnout informace pro rozptýlení různých demoralizujících mýtů a znovu píše o potenciální možnosti přežití a realitě jaderných zbraní. „Úplná jaderná válka mezi Ruskem [sic] a Spojenými státy by... byla daleko od konce lidského života na Zemi.“ Dalšími uvedenými mýty jsou: „Radiace ze spadu z jaderné války by otrávila vzduch a celé životní prostředí. Zabilo by to každého;“ „Radiace ze spadu proniká vším; není možnost úniku před jeho smrtícími účinky;“ a „Nepřežitelná "jaderná zima" bude určitě následovat po jaderné válce.“

### Psychologické přípravy
Tato kapitola nabízí informace o okamžitých účincích termojaderné exploze a pravděpodobné reakce lidí na ně ve snaze snížit hrůzu a zmatení, které by byly rozšířené po nečekaném jaderném útoku.

### Varování a komunikace
Popisuje omezení Národního varovného systému a varovných sirén se závěrem, že „Při totálním útoku by brzké výbuchy poskytly dostatečné varování pro většinu lidí, aby dosáhli blízkého úkrytu včas.“

### Evakuace
Kvůli nahrazení velkých hlavic na nepřesných nosičích menšími hlavicemi na přesnějších nosičích, „můžete logicky dojít k závěru, že pokud se váš dům nenachází blíže než 10 mil (přibližně 16 kilometrů) od nejbližšího pravděpodobného cíle, nemusíte se evakuovat, abyste se vyhnuli nebezpečí tlakové vlny a požárů.“ Dále je důkladně diskutována evakuace za účelem ochrany před radioaktivním spadem, kde je poznamenáno, že většina dostupných map oblastí ohrožených (potenciálním) radioaktivním spadem je (resp. byla v té době) nepřesná, zastaralá a zavádějící.

### Úkryt
Tato část nabízí informace o ochraně před radioaktivním spadem a o základních konstrukcích – kompletní návrhy na „6 typů vhodných zeminou pokrytých úkrytů“ jsou popsány v Příloze A (Appendix A).

### Větrání a ochlazování úkrytu

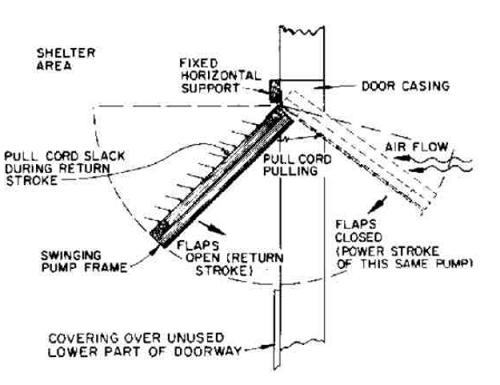
Kearnyho větrák

„Některé úkryty se během pár hodin nebezpečně zahřejí.“ Je doporučen Kearnyho větrák (Kearny Air Pump, jehož design je zahrnut v přílohách), protože přirozená ventilace je v knize považována za nedostatečnou a elektrické větráky za nespolehlivé a vzduch zahřívající. Filtry se považují za nepotřebné, „nebezpečí radioaktivního spadu přinášeného do úkrytů ventilací bez filtru jsou malé ve srovnání s nebezpečím z nedostatečného větrání.“

### Ochrana před požáry a oxidem uhelnatým
Požár je považován za třetí největší riziko po efektu samotného výbuchu a po radioaktivním spadu. Je zmíněno, že během bombardování Drážďan „většina úmrtí byla způsobena vdechnutím horkých plynů a oxidu uhelnatého.“
Toto nebezpečí je větší v úkrytech, které závisí na nuceném větrání. Pokud se požár dostane do úkrytu, mělo by se jeho osazenstvo přesunout do místnosti, ve které může být zamezeno větrání z ostatních místností. Při budování úkrytu navrhuje Dr. A. Broido umístění ventilačního vstupu co nejdále od hořlavého materiálu.

### Voda
V této části se diskutuje potřeba vody pro základní přežití spolu s doporučením, že čtyři až pět kvart (3,78 až 4,73 litrů) pitné vody na osobu a den je zásadní minimum. Jsou vysvětleny metody přechovávání, transportu a čištění vody, s doporučením uchovávání velkého množství vody v podpovrchových plastovými pytli vyložených úložištích.

### Jídlo
Je představena základní vegetariánská dieta skládající se jen z několika základních potravin společně se základními nutričními fakty a speciálními radami pro děti, staré a nemocné lidi. A díky pozoruhodné produktivitě zemědělství USA by bylo k dispozici dostatek obilovin a fazolí pro zásobování přeživších Američanů dostatkem potravin po dobu nejméně jednoho roku po velkém jaderném útoku.

### Měřiče radiace ze spadu

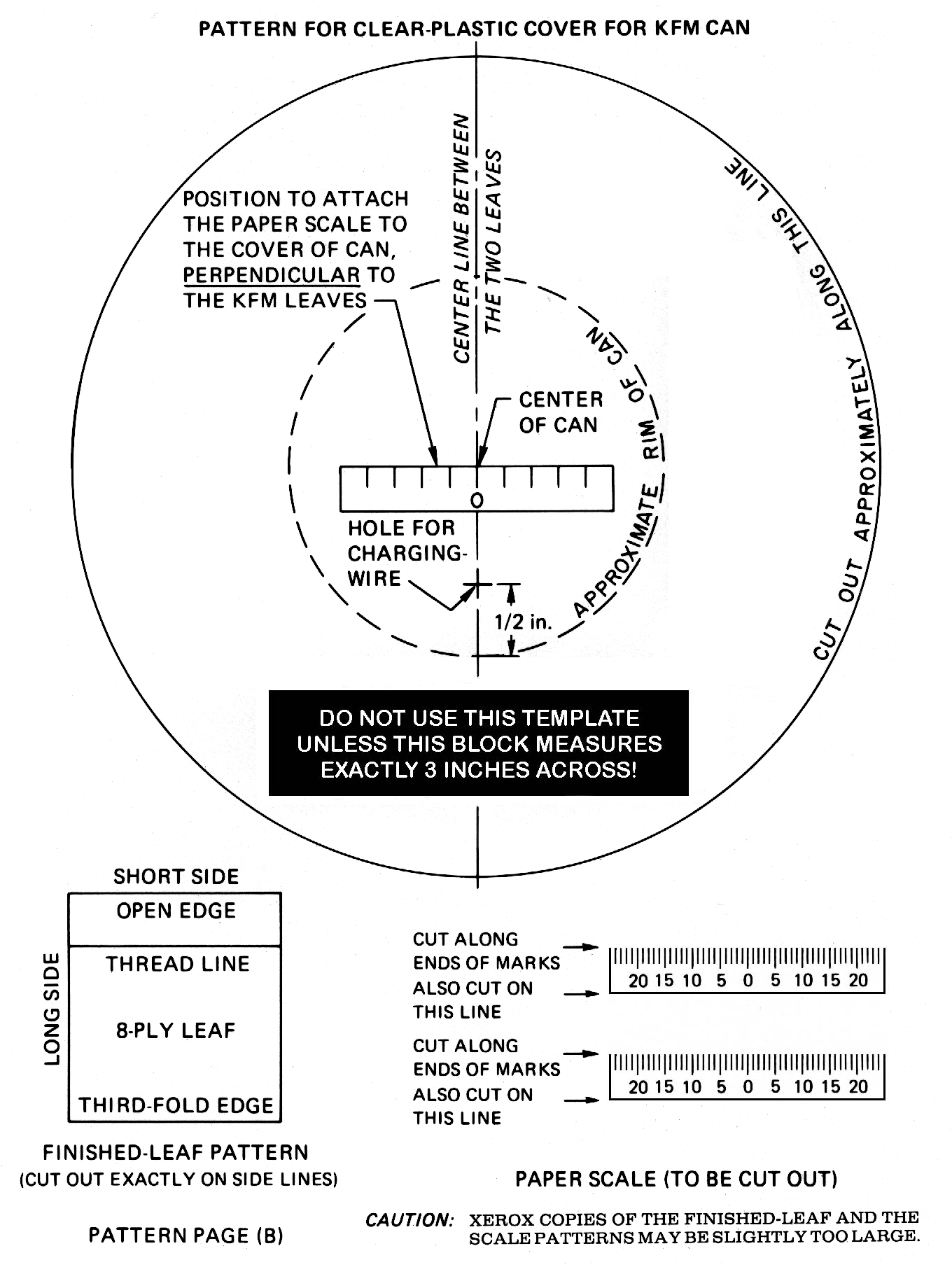
Kearnyho měřič radioaktivního spadu

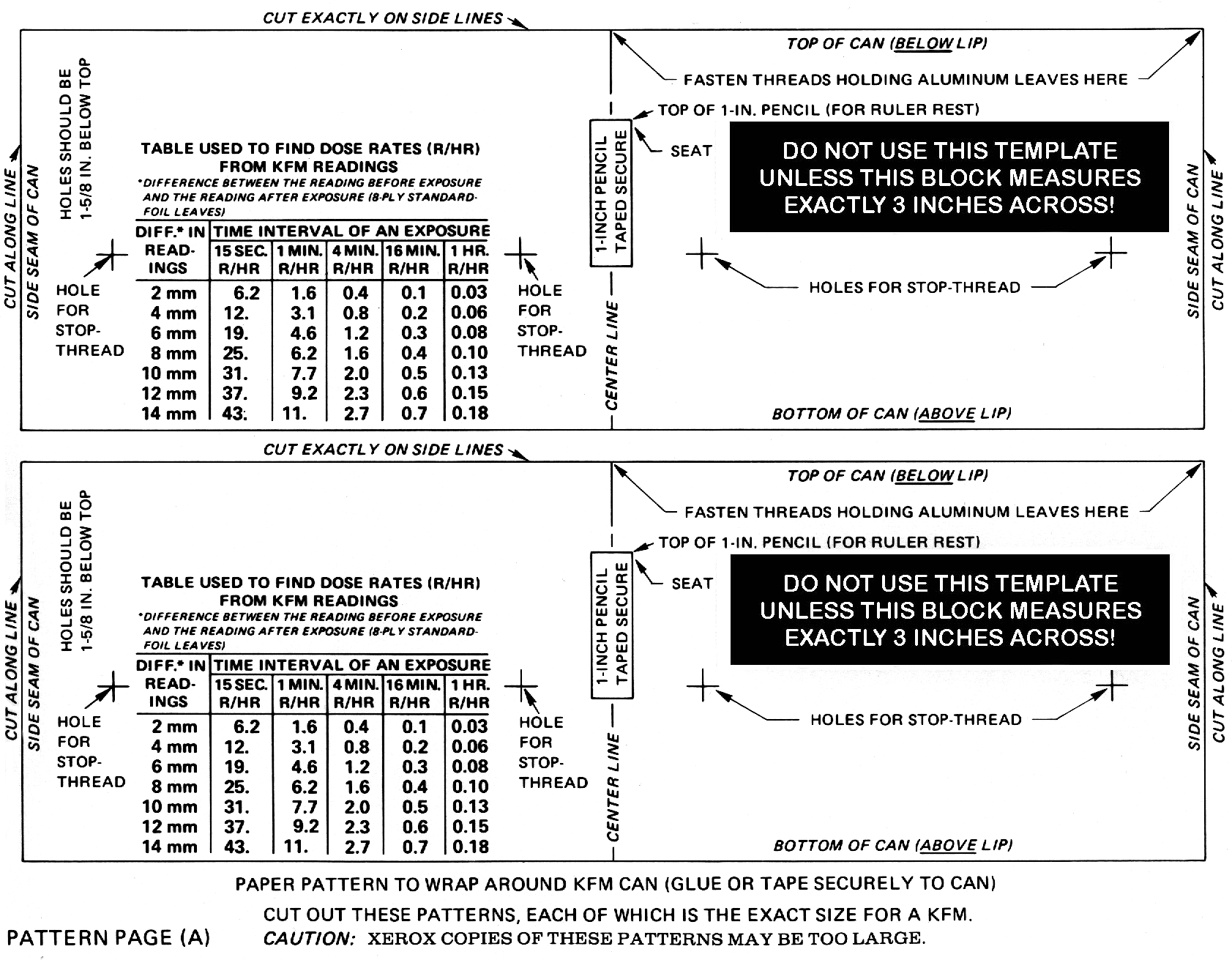
Tabulka pro počítání dávek naměřených prostřednictvím Kearnyho měřiče radioaktivního spadu

Tato kapitola shrnuje nejlepší měřiče dávky a dozimetry dostupné v roce 1987 a popisuje Kearnyho měřič radioaktivního spadu, „po domácku sestavitelný měřič dávek“, který může být sestaven z korektně okopírovaných plánů, jako těch uvedených v knize.

### Světlo
„Za válečných podmínek může i slabé světlo, které ukazuje jen obrysy blízkých osob a věcí, znamenat rozdíl mezi snesitelnou situací a temnou zkouškou.“ Kapitola obsahuje návod na improvizovanou olejovou lampu.

### Hygiena úkrytu a preventivní medicína
Kapitola pokrývá témata: čistá voda a jídlo, ochrana před hmyzem, prevence kožních onemocnění, zacházení s lidským odpadem, zacházení s mrtvými těly a prevence respiračních onemocnění.

### Přežití bez doktorů
Kniha Where There Is No Doctor je doporučena jako doplněk k této kapitole. Ta obsahuje výňatky z této knihy spolu s dodatečnými informacemi o vlivu radiace na zdraví a o použití jodidu draselného.

### Vhodné vybavení úkrytu
Je popisován improvizovaný nábytek, včetně hamaku vyrobeného z prostěradla a závěsné židle vyrobené z tohoto hamaku.

### Improvizované oblečení a ochranné pomůcky
V kapitole je vysvětlen základní princip tepelné izolace a jsou představeny návrhy na vhodné oblečení do chladného a vlhkého počasí.

### Minimální předkrizová příprava
Obsahuje seznam doporučené přípravy pro: úkryt, větrání, vodu, jídlo, měřiče spadu, hygienu, léky, světlo, komunikaci atd.

### Stálý rodinný úkryt dvojího užití
V této kapitole jsou poskytnuty úvahy o stálém úkrytu proti radioaktivnímu spadu s důrazem na maximalizaci obyvatelnosti a minimalizaci nákladů.

### Transpacifický spad
Popisuje potenciální nebezpečí z radioaktivního spadu pro USA v případě omezené jaderné války mezi jinými zeměmi.

### Přílohy
- Appendix A: Instrukce k budování šesti vhodných úkrytů
- Appendix B: Jak vyrobit a používat podomácku vyrobenou ventilační pumpu, tzv. Kearnyho větrák.
- Appendix C: Instrukce na podomácku vyrobený měřič radioaktivního spadu
- Appendix D: Vhodné tlakově odolné úkryty
- Appendix E: Jak vyrobit domácí pístové čerpadlo
- Appendix F: Poskytnutí improvizovaného větrání a světla

## Přijetí
V článku ostře kritizujícím celý žánr charakterizuje Bulletin of the Atomic Scientists (číslo 39, 1983) tuto knihu jako jednu ze dvou „obsažnějších“ o přežití jaderné války ze čtyř recenzovaných. O druhé „obsažné“ knize, Life After Doomsday: A Survivalist Guide to Nuclear War and Other Major Disasters od Bruce D. Claytona, uvádí, že tato kladně hodnotí a čerpá z knihy Nuclear War Survival Skills. Článek v Bulletin of the Atomic Scientists sarkasticky chválí NWSS za zahrnutí prvků, jako jsou „propracované diagramy pro stavbu krytu; testování radiace pomocí domácích měřičů; zajištění ventilace; filtrace vody a hygieny“, ale pokračuje konstatováním, že základní chybou NWSS a dalších recenzovaných knih je, že se zabývají pouze krátkodobým přežitím a vyhýbají se hlubšímu zamyšlení nad dlouhodobými důsledky jaderného konfliktu pro další přežití jejich pilných čtenářů i zbytku lidstva.